# Ry (Seine-Maritime)
Ry is een gemeente in het Franse departement Seine-Maritime (regio Normandië) en telt 800 inwoners (2012). De plaats maakt deel uit van het arrondissement Rouen.

## Geografie
De oppervlakte van Ry bedraagt 5,71 km², de bevolkingsdichtheid is 105 inwoners per km².

## Demografie
Onderstaande figuur toont het verloop van het inwonertal (bron: INSEE-tellingen).